# ویکی‌پدیای باواریایی
ویکی‌پدیای باواریایی نسخه زبان اتریشی-باواریایی وب‌گاه ویکی‌پدیا است.
زبان باواریایی تا ۴ ژوئن ۲۰۱۲ با بیش از ۵٬۴۶۰ مقاله در رده صدوسی‌وهشت ویکی‌پدیاها قرار گرفته‌است.